# Дігнага
Дігнага ( пр. 480-540) - індійський буддистський вчений, один із засновників індійської логіки. 
Дігнага народився у родині брахмана в Сімхавакта поблизу Канчі (Канчіпурам). Про його юність відомо дуже мало, за винятком того, що він взяв собі за духовного наставника Нагадатту із школи Ватсіпутрія. Ця школа буддистської думки захищала погляд про існування справжньої особистості, незалежної від тих елементів, з яких вона складається. 
Один із текстів Дігнаги називається «Хетучакра» (колесо розуму). Вона вважається першою його працею в царині формальної логіки. В ній пропонується нова форма дедуктивного мислення. Її можна розглядати мостом між попереднью доктриною трайруп'я та пізнішою теорією Дігнаги - в'япті, в якій пропонується концепція, близька до західного поняття імплікації.   
Серед інших праць Дігнаги «Трактат про об'єкт пізнання» (Аламбана-парикша), «Трактат про системи пізнання» (Прамана-самуччая) та «Трактат про правильні принципи логіки» (Ньяя-мукха), написаний з метою встановити джерела істинних знань.